# Nephargynnis schweigeri
Nephargynnis schweigeri är en fjärilsart som beskrevs av Catherine A. Tauber 1970. Nephargynnis schweigeri ingår i släktet Nephargynnis och familjen praktfjärilar. Inga underarter finns listade i Catalogue of Life.